# Schloss Elnhausen
Das Schloss Elnhausen ist eine barocke Schlossanlage im Marburger Stadtteil Elnhausen im hessischen Landkreis Marburg-Biedenkopf und zählt zu den wenigen repräsentativen Bauten des Barock im Kreis. Es liegt auf 225 m ü. NN Höhe am nordwestlichen Ortsrand in einen Gutshofgelände auf dem auslaufenden Schlepphang des Stöckelsbergs/Stackelbergs (366 m).

## Geschichte
Im Jahre 1672 kaufte Hermann von Vultejus (Vultée), der in Marburg amtierende landgräflich hessen-kasselsche Regierungsrat und spätere Vizekanzler von Oberhessen, die im Dreißigjährigen Krieg teilweise zerstörte und seitdem vernachlässigte Wasserburg Elnhausen mit dem dazugehörigen Gutsbesitz von den Schenken zu Schweinsberg. In den Jahren 1707 bis 1717 ließ Vultejus, seit 1687 Vizekanzler in Oberfürstentum Marburg, die alte Anlage abreißen und an ihrer Stelle auf dem nahezu quadratischen Grund der einstigen Burg einen Gutskomplex anlegen, mit einem barocken Schloss nach französischem Vorbild an der Westseite und den Wirtschaftsgebäuden an den drei anderen Seiten. Von der einstigen Burg ist seitdem nur noch ein Wallgraben südlich des heutigen Schlosses erhalten.
Sein jüngster Sohn Johann Adolph von Vultée, kurpfälzischer Regierungsrat, zog 1747 von Elnhausen nach Wieblingen, wo er das Gut seines Schwiegervaters geerbt hatte, und verkaufte das Schloss Elnhausen mitsamt dem Gut. Nach einer Versteigerung kamen Schloss und Gut 1750 in den Besitz der Familie von Heydwolff auf Gut Germershausen bei Oberweimar. Schon 1764 wurden Schloss und Gut an den Oberstleutnant Udam weiterverkauft. Gegen Ende des 18. Jahrhunderts kam das Gut durch Kauf an Herzog Wilhelm Joseph von Looz-Corswarem, der seinen Besitz in den Österreichischen Niederlanden durch die Französische Revolution verloren hatte. 1807 fielen Schloss und Gut Elnhausen an das napoleonische Königreich Westphalen, bei dessen Zusammenbruch 1813 an Kurhessen. Das Gut wurde staatliche Domäne. Später wurde im Schlossgebäude eine Oberförsterei eingerichtet. Heute ist die Anlage in Privatbesitz.

## Die Anlage
Das Schlossgebäude ist ein zweistöckiger, neunachsiger Bau von etwa 25 Meter Länge und 15 Meter Breite mit einem Walmdach. Der dreiachsige Mittelrisalit mit dem Portal an der Ostseite endet schließt ab mit einem Zwerchhaus mit halbrundem Giebel. An der Westseite befindet sich mittig ein ähnlich gestaltetes Zwerchhaus. Beide Zwerchhäuser werden von jeweils einer kleinen Walmgaube rechts und links flankiert. Jeweils zwei weitere Gauben gleichen Stils befinden sich an den beiden Querseiten. Zum Portal unter seinem mittig gebrochenen Rundbogen führt eine zweiseitige Freitreppe hinauf.